# Брєєв Микола Миколайович
Микола Миколайович Брєєв (нар. 27 січня 1934 — пом. 3 березня 1988) — український футболіст, тренер і футбольний арбітр.

## Життєпис

### Футболіст та тренер
1955 року виступав у захисті запорізького «Металурга». За сезон провів 23 матчі. Військову службу проходив у лавах львівської команди СКВО (Львів). За три роки відіграв 84 лігових поєдинки, 4 рази відзначився у воротах суперників.
На початку 60-х захищав кольори чернівецького «Авангарда». Всього провів за буковинський клуб 63 матчі, забив 2 м'ячі. З 1965 по 1967 рік був одним з тренерів команди з Чернівців. Тривалий час був директором дитячо-юнацької спортивної школи № 2 м. Чернівці.

### Футбольний арбітр
1973 року розпочав арбітраж поєдинків чемпіонату СРСР. 27 вересня 1973 року дебютував як головний арбітр. З 28 квітня 1980 року — суддя всесоюзної категорії. Протягом дев'яти сезонів обслуговував матчі чемпіонату і кубку СРСР. Провів як головний рефері 54 зустрічі, а в 66 матчах був боковим суддею. 
9 травня 1981 року обслуговував фінал кубка СРСР разом з Мирославом Ступаром і Олександром Теметєвим. Після матчу бригаду арбітрів за висококваліфіковане суддівство особисто привітав президент ФІФА Жоао Авеланж.

### Пам'ять
З початку 90-х років минулого століття у Чернівцях проходить щорічний футбольний турнір, присвячений пам'яті Миколи Миколайовича Бреєва.